# Verkündigungsbasilika

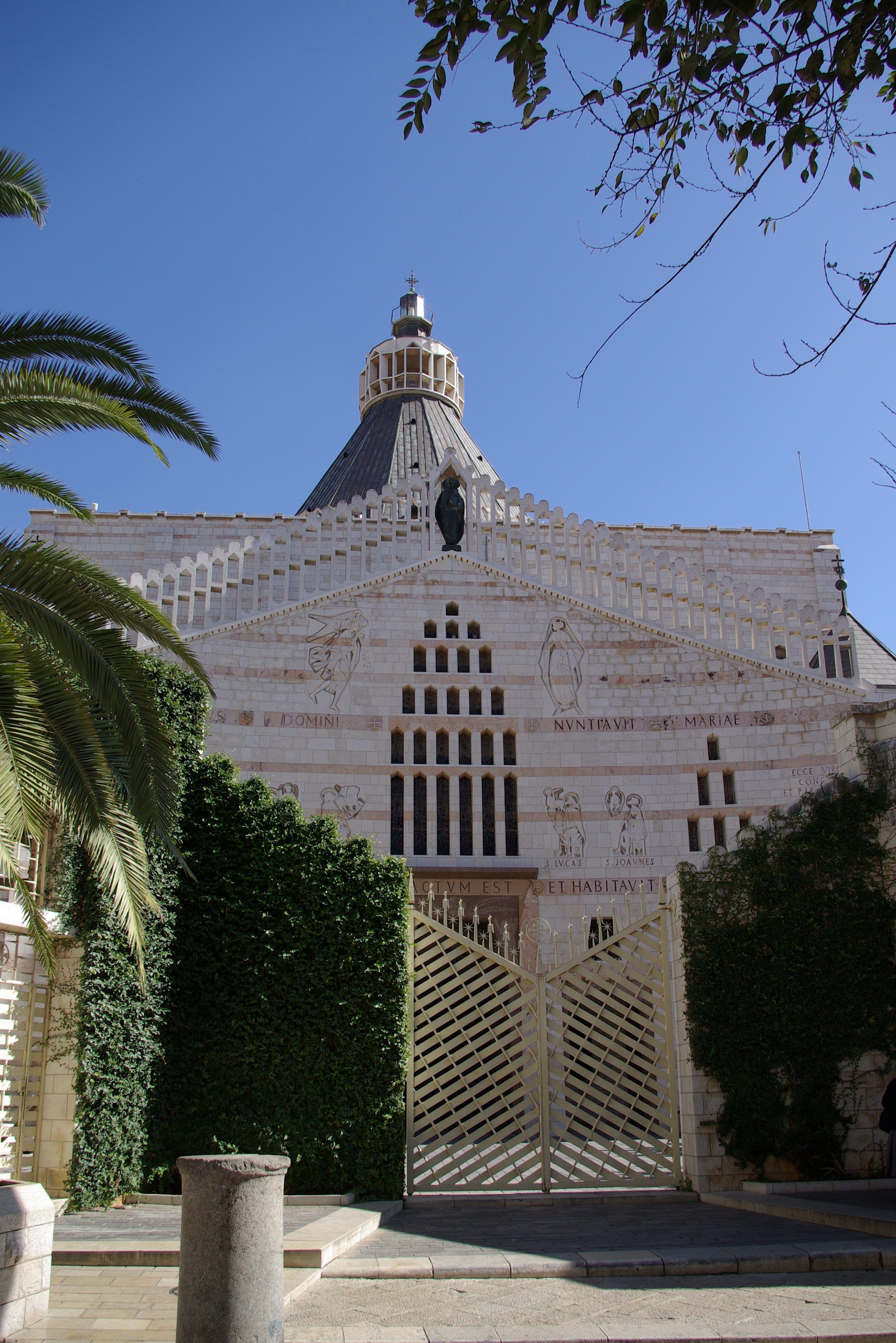
Verkündigungsbasilika (von Westen)

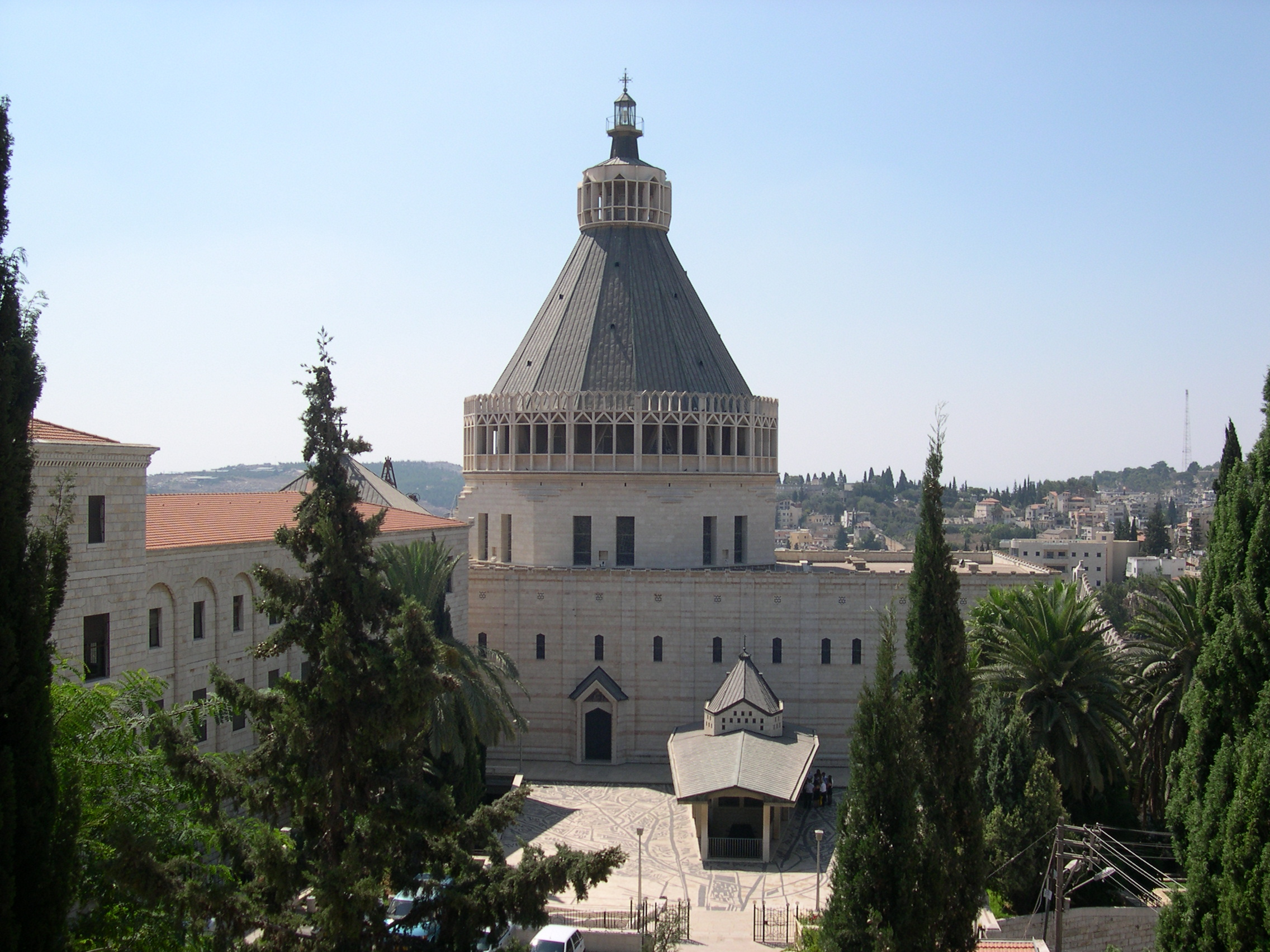
Seitenansicht von Norden

Die Verkündigungsbasilika (hebräisch כנסיית הבשורה, arabisch كنيسة البشارة, griechisch Εκκλησία του Ευαγγελισμού της Θεοτόκου) ist ein Kirchengebäude in Nazareth.
Die Basilika steht über jener Höhle der Stadt Nazareth, in der der römisch-katholischen Tradition zufolge der Erzengel Gabriel der Jungfrau Maria erschien (Verkündigung des Herrn).
Die heutige Verkündigungsbasilika ist bereits das fünfte Gotteshaus über der Verkündigungsgrotte; sie wurde von dem italienischen Architekten Giovanni Muzio erbaut und am 23. März 1969 geweiht.
Die dreischiffige Basilika ist 67,5 Meter lang und 35 Meter hoch; sie ist die größte Kirche im Nahen Osten und eine seiner größten heiligen Stätten. Über den Ruinen der früheren wurden zwei miteinander verbundene Kirchen aus Stein errichtet, die Ober- und die Unterkirche. Die Besonderheit des Gebäudes liegt in dem zentralen Kuppelbau, der die drei Ebenen des Gebäudes miteinander verbindet. In der Unterkirche befindet sich der Ort, den die Tradition als Ort der Verkündigung ansieht. Die Oberkirche enthält viele Mosaiken, Fresken und Skulpturen. Der Kuppelbau darüber ist schlicht ausgeführt.

## Geschichte

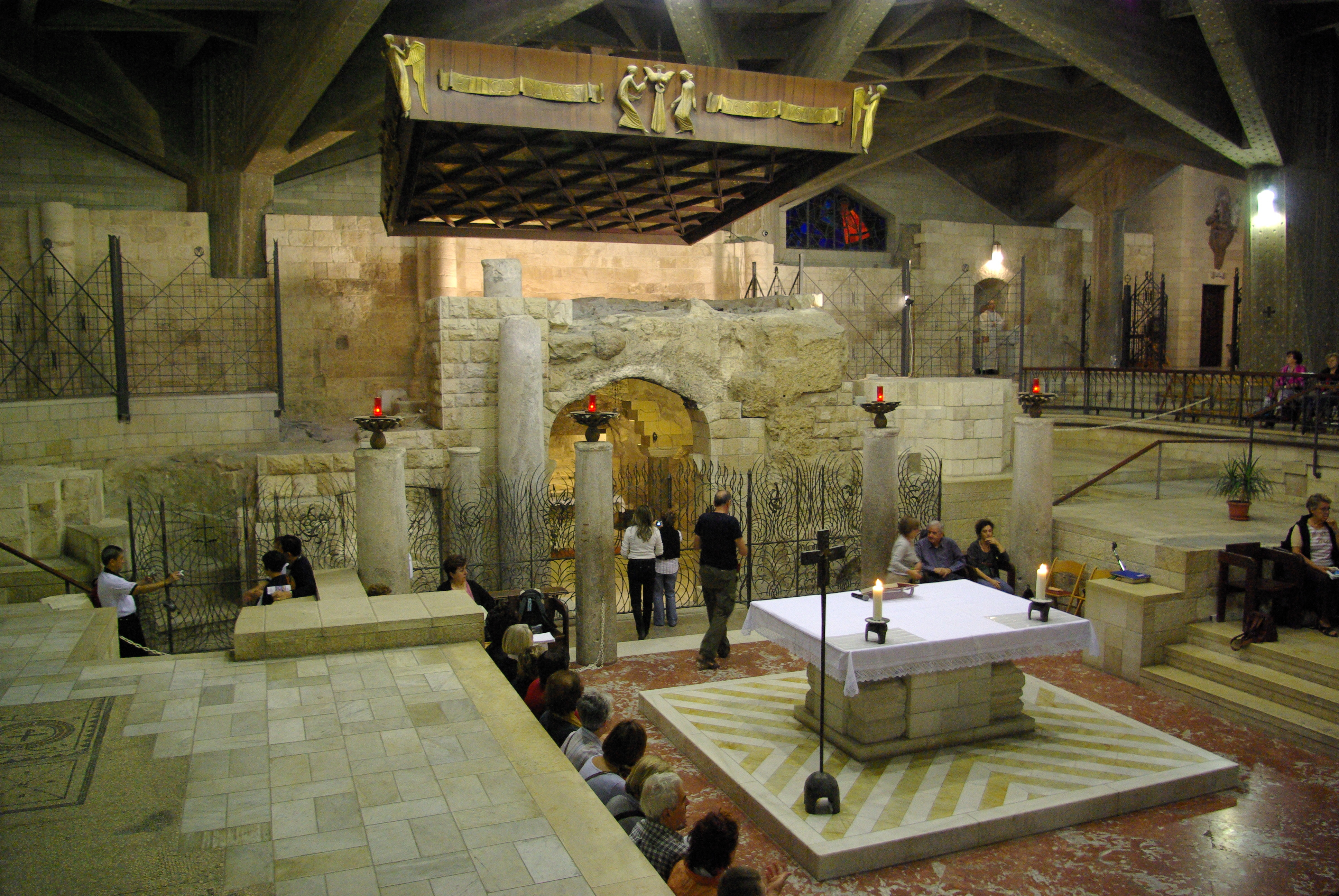
Altarraum, im Hintergrund die Verkündigungsgrotte; vor dem Eingang zur Grotte das von Hermann Pedit künstlerisch gestaltete Gitter

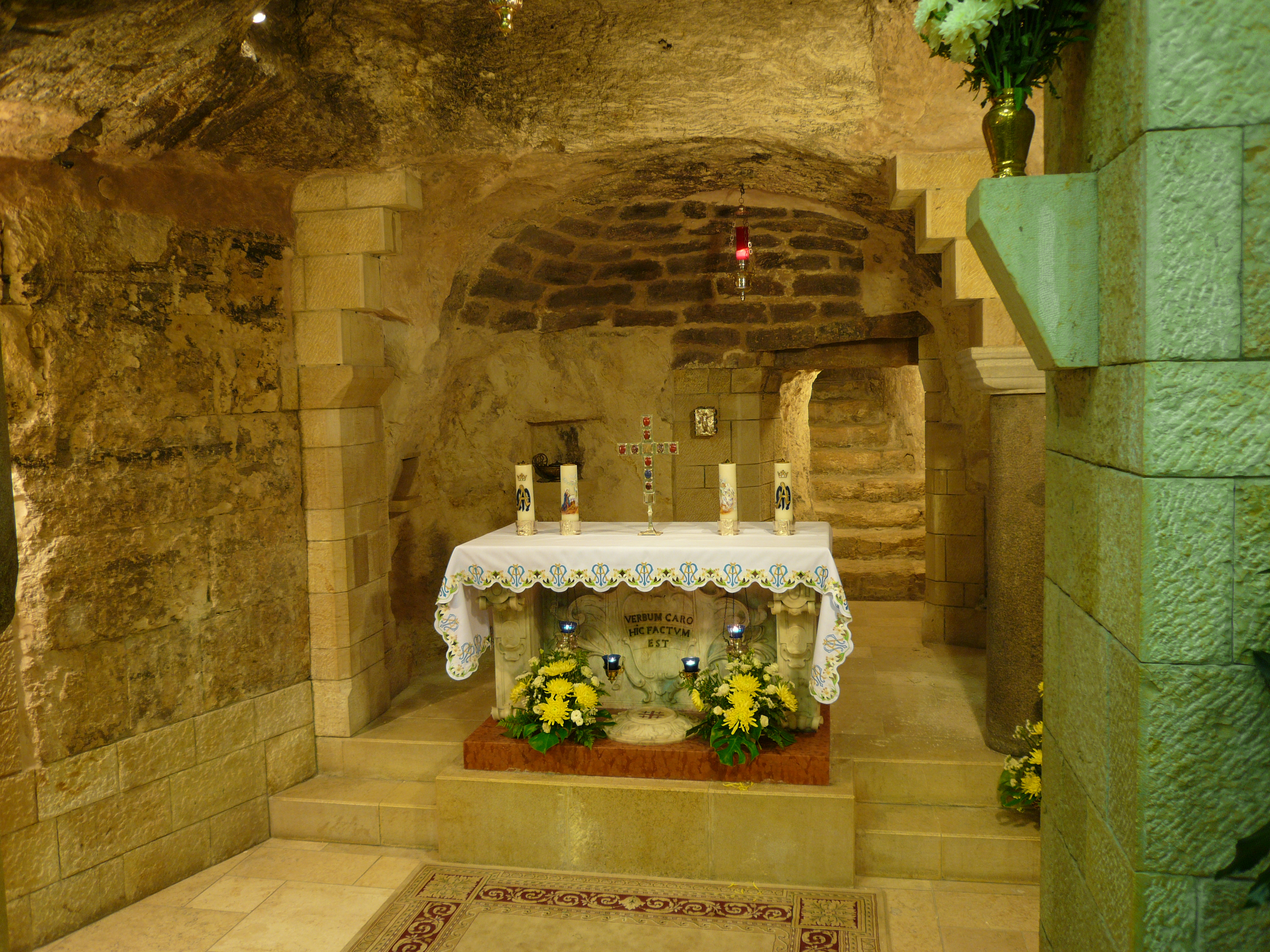
Die Verkündigungsgrotte

Eine Kirche wird an dieser Stelle zum ersten Mal im Jahr 570 erwähnt, wahrscheinlich bestand schon seit dem 4. Jahrhundert ein Kirchengebäude.

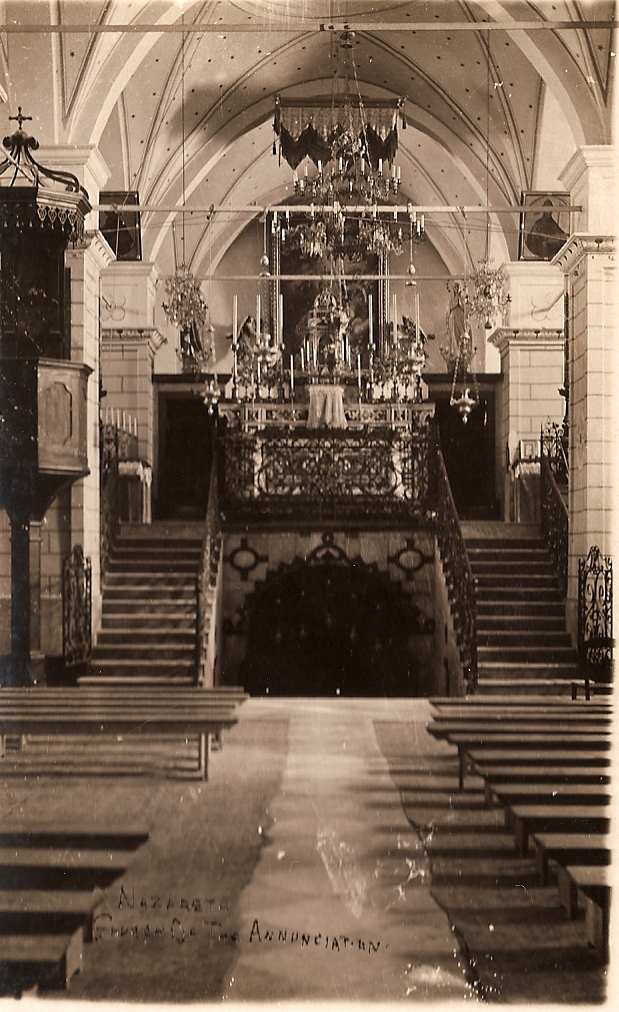
Verkündigungskirche vor dem Abriss 1954 (Aufnahme um 1925)

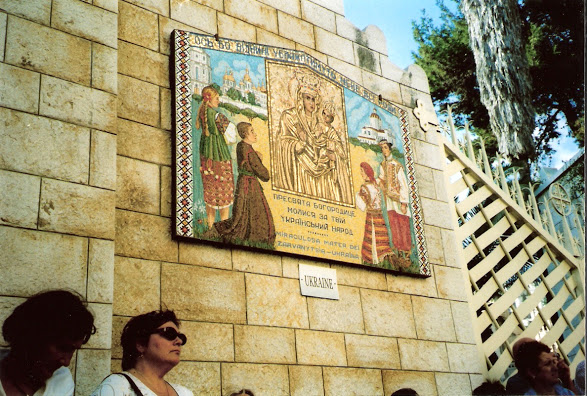
Mosaik im Kreuzgang der Basilika

Nach dem Bericht der spanischen Jungfrau Egeria, die bei einer Pilgerfahrt im Jahr 383 Nazareth besuchte, wurde eine „große und sehr prächtige Höhle gezeigt, in der Maria gelebt hat. Ein Altar ist dort aufgestellt worden“. In byzantinischer Zeit wurde Pilgern, die nach Nazareth kamen, auch eine Höhle mit einer Quelle gezeigt, aus der Maria nach apokryphen Quellen Wasser geschöpft haben soll (möglicherweise die Quelle unter der heutigen griechisch-orthodoxen Kirche des Erzengels Gabriel). Noch der gallische Bischof Arculf, der Nazareth auf seiner Pilgerschaft im Jahre 670 besuchte, sah zwei „sehr große Kirchen“ in Nazareth, die auf die beiden genannten Orte verweisen könnten. Zur Zeit der Kreuzfahrer waren jedoch alle christlichen Stätten in Nazareth verwüstet, nach dem Bericht des Pilgers Sæwulf (1101/02) war die gesamte Stadt seit der Eroberung durch die Sarazenen verwüstet.
Die Kreuzfahrer errichteten eine neue Kathedrale, die jedoch bereits 1170 bei einem Erdbeben beschädigt wurde. Reparaturarbeiten konnten wegen der Niederlage der Kreuzfahrer im Kampf gegen die Araber 1187 nicht zu Ende geführt werden, doch sicherten Abkommen zunächst die christliche Pilgerschaft. Am 25. März 1251, dem Tag der Verkündigung des Herrn, nahm der französische König Ludwig IX. der Heilige an der Festtagsmesse in der Basilika teil.
Im Jahr 1263 wurde Nazareth erneut und nun endgültig von den Mameluken erobert und die Verkündigungsbasilika wie alle anderen Kirchen auf Befehl des Sultan Baibars zerstört. Pilgerbesuche wurden jedoch erst 1291 nach dem Fall von Akko und der endgültigen Vertreibung der Kreuzfahrer aus den verbliebenen fränkischen Siedlungen und den Burgen entlang der Küste eingestellt. Die Mauersteine des kleinen Hauses, das der Grotte vorgebaut war, sollen damals abgebaut und 1294 in Loreto wieder aufgebaut worden sein.
1620 konnten die Franziskaner die Ruinen der Kathedrale und der Grotte erwerben. 1730 wurde eine Kirche errichtet, die 1877 vergrößert und ab 1955 durch einen Neubau ersetzt wurde, der als der größte christliche Sakralraum im Nahen Osten gilt. Diese neue Verkündigungsbasilika wurde von Papst Paul VI. 1964 gesegnet und am 23. März 1969 geweiht.
Papst Johannes Paul II. hat hier auf seiner 91. Auslandsreise am 25. März 2000 eine heilige Messe gefeiert, Papst Benedikt XVI. am 14. Mai 2009.

## Orgel

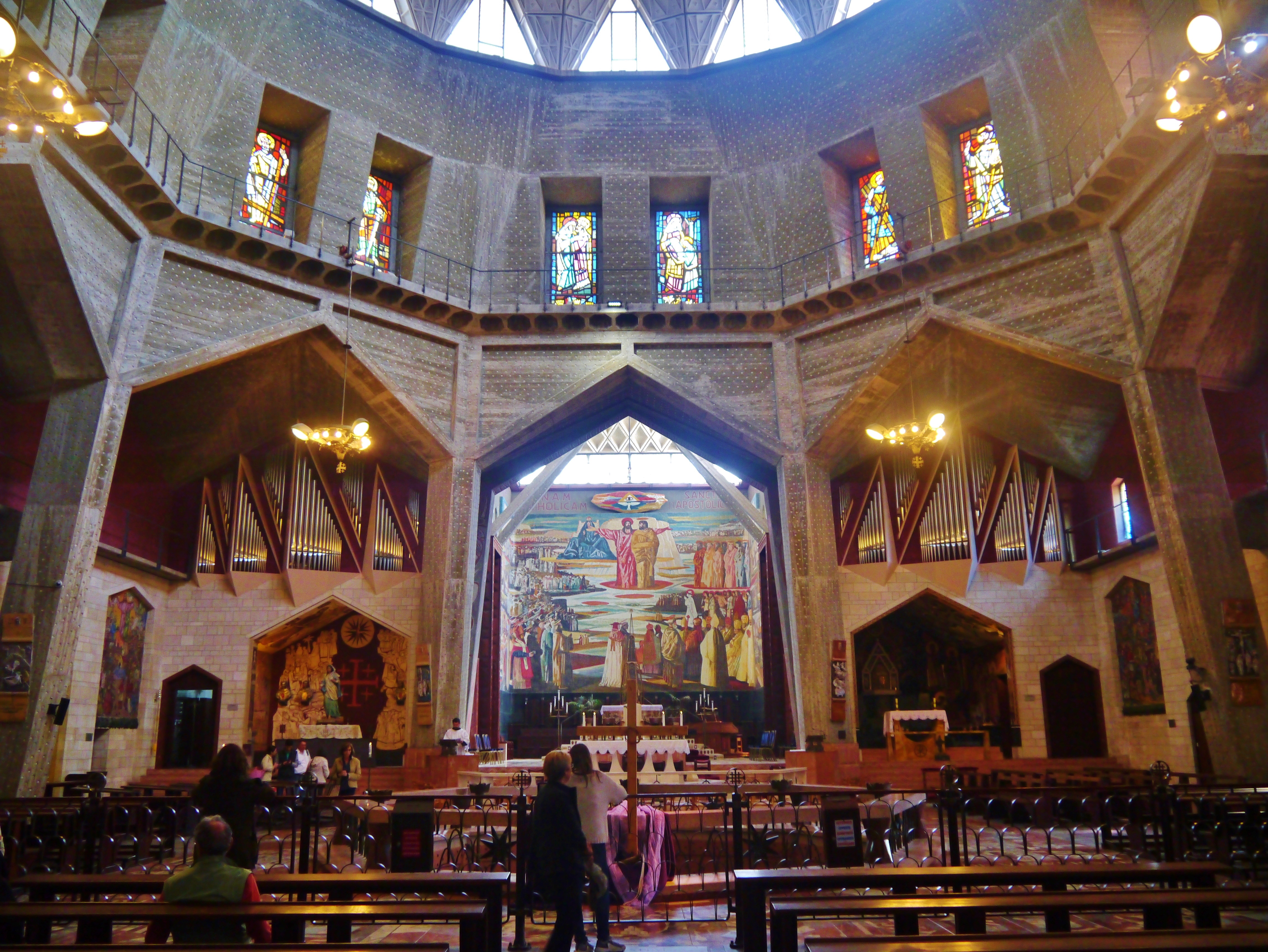
Altarraum, seitlich die Orgel

Die Orgel der Oberkirche wurde 2012 von der Orgelbaufirma Rieger (Österreich) erbaut. Das Schleifladen-Instrument hat 49 Register auf drei Manualwerken und Pedal. Die Spiel- und Registertrakturen sind elektrisch.
| I Grand' Organo C–a3 |       |
| Bordone              | 16′   |
| Principale           | 8′    |
| Flauto armon.        | 8′    |
| Gamba                | 8′    |
| Bordone camino       | 8′    |
| Ottava               | 4′    |
| Flauto               | 4′    |
| Duodecima            | 2 ⁄3′ |
| Decimaquinta         | 2′    |
| Ripieno grave IV     | 2′    |
| Ripieno acuto III    | 1′    |
| Cornetto V           | 8′    |
| Tromba               | 16′   |
| Tromba               | 8′    |

| II Positivo C–a3 |       |
| Principalino     | 8′    |
| Bordone          | 8′    |
| Ottava           | 4′    |
| Flauto camino    | 4′    |
| Sesquialtera II  | 2 ⁄3′ |
| Flauto           | 2′    |
| Decimanona       | 1 ⁄3′ |
| Piccolo          | 1′    |
| Cimbalo III-IV   | 1′    |
| Cromorne         | 8′    |
| Tremolo          |       |

| III Recitativo C–a3 |        |
| Quintatön           | 16′    |
| Flauto              | 8′     |
| Bordone             | 8′     |
| Viola da Gamba      | 8′     |
| Viola celeste       | 8′     |
| Ottavina            | 4′     |
| Flauto trav.        | 4′     |
| Nazardo             | 2 ⁄3′  |
| Flauto ottav.       | 2′     |
| Terza               | 1 3⁄5′ |
| Pienino II-V        | 2′     |
| Bassone             | 16′    |
| Tromba              | 8′     |
| Oboe                | 8′     |
| Clarino             | 4′     |
| Campane (g0–g2)     |        |
| Tremolo             |        |

| Pedale C–f1     |     |
| Principale      | 16′ |
| Subbasso        | 16′ |
| Violon          | 16′ |
| Ottava          | 8′  |
| Violoncello     | 8′  |
| Bordone         | 8′  |
| Flauto concerto | 4′  |
| Bombarda        | 16′ |
| Trombone        | 8′  |

- Koppeln: II/I, III/I, III/II, I/P, II/P, III/P

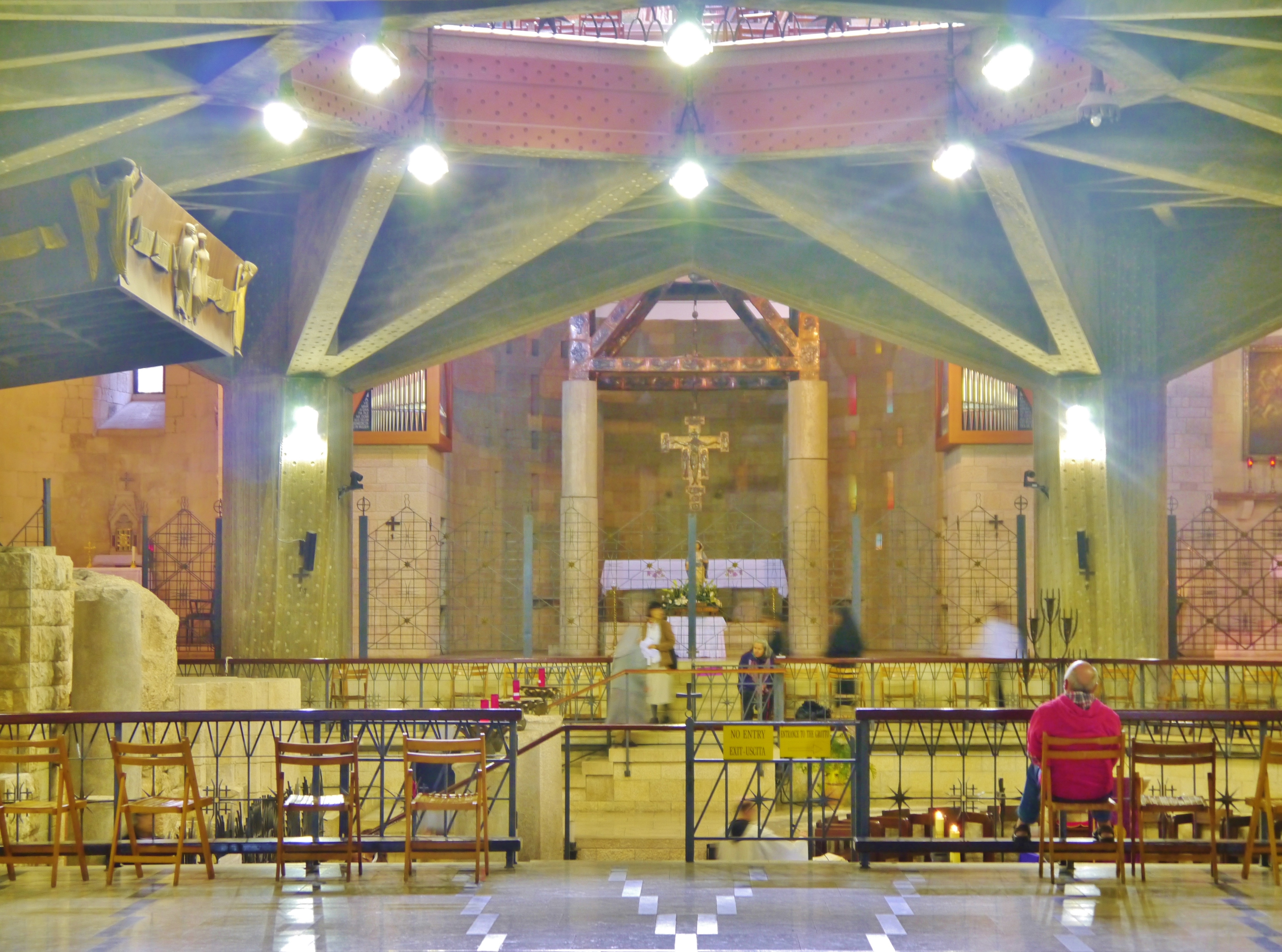
Blick auf den Altar mit Orgel

Die Orgel der Unterkirche wurde 2012 von der Orgelbaufirma Rieger erbaut. Das Instrument wurde hinter dem Altar, in zwei Nischen links und rechts des Chores eingefügt. Das Schleifladen-Instrument hat 17 Register auf zwei Manualen und Pedal. Die Spiel- und Registertrakturen sind elektrisch.
| I Grand' Organo C–c4 |       |
| Principale           | 8′    |
| Viola da Gamba       | 8′    |
| Bordone              | 8′    |
| Ottava               | 4′    |
| Principale           | 2′    |
| Ripieno III          | 1 ⁄3′ |
| Tromba               | 8′    |

| II Positivo express. C–c4 |       |
| Principalino              | 8′    |
| Copula                    | 8′    |
| Salicionale               | 8′    |
| Flauto armon.             | 8′    |
| Flauto                    | 4′    |
| Sesquialtera II           | 2 ⁄3′ |
| Flauto                    | 2′    |

| Pedale C–g1 |     |
| Subbasso    | 16′ |
| Bordone     | 8′  |
| Bassone     | 16′ |

- Koppeln: II/I, I/P, II/P.